# Dům Bratří Nastopilů
Dům Bratří Nastopilů, nazýván též dům Nastopil, původního jména Haus Nastopil, stojí v centru lázeňské části Karlových Varů v městské památkové zóně na Staré louce č. 372/16. Stavba ve stylu secese pochází z let 1904–1905.

## Historie
Dům byl postaven v letech 1904–1905 na místě původního barokního domu Drei Stufen (Tři stupně). Projekt vypracoval v roce 1904 stavitel Karl Heller společně s architektem Karlem Haybäckem. Původně byly zhotoveny dvě varianty. Při schvalování Městskou radou byla odsouhlasena varianta umírněnější bez dominantní nárožní věže, pouze s věžovitým arkýřem.
Bratři Nastopilové vlastnili ve Vídni továrnu na prádlo a specializovali se na pánské oděvy. V novém domě v Karlových Varech otevřeli ve dvou podlažích obchodní palác s prostornou obchodní galerií. V patře nad obchodem byl pak módní závod pro zakázkové šití oděvů.

## Ze současnosti
V roce 2014 v programu regenerace Městské památkové zóny Karlovy Vary pro období 2014–2024 byl stav domu označen jako vyhovující.
V současnosti (květen 2021) je dům evidován jako bytový dům ve vlastnictví společnosti JAMP, s. r. o.

## Popis
Nárožní čtyřpatrový dům s obytným podkrovím ve stylu secese se nachází v ulici Stará louka č. 372/16. Fasáda je bohatě zdobena štukovými secesními doplňky, bustami a florálními prvky. Ve vrcholu štítu je do niky osazena plastika boha obchodu Merkura.